# Röfors
Röfors ist ein Ort (småort) in der Provinz Örebro län sowie der historischen Provinz Närke. Röfors liegt rund fünf Kilometer südlich von Laxå am See Västra Laxsjön.
Bis 2003 wurden in Röfors Motorräder der Marke Husaberg hergestellt. Bis 2010 besaß der Ort den Status eines tätort.